# Dillenia monantha
Dillenia monantha är en tvåhjärtbladig växtart som beskrevs av Merrill. Dillenia monantha ingår i släktet Dillenia och familjen Dilleniaceae. Inga underarter finns listade i Catalogue of Life.